# Wanino (obwód kurski)
Wanino (ros. Ванино) – wieś (ros. село, trb. sieło) w zachodniej Rosji, w sielsowiecie wysznierieutczanskim rejonu miedwieńskiego w obwodzie kurskim.

## Geografia
Miejscowość położona jest nad Lubaczem (lewy dopływ Rieuta w dorzeczu Sejmu), 8 km od centrum administracyjnego sielsowietu (Wierchnij Rieutiec), 14 km na południowy zachód od centrum administracyjnego rejonu (Miedwienka), 41 km na południowy zachód od Kurska, 17 km od drogi magistralnej (federalnego znaczenia) M2 «Krym».
We wsi znajduje się 20 posesji.
Klimat
Miejscowość, jak i cały rejon, znajduje się w strefie klimatu kontynentalnego z łagodnym ciepłym latem i równomiernie rozłożonymi opadami rocznymi (Dfb w klasyfikacji klimatów Köppena).

## Demografia
W 2010 r. wieś zamieszkiwało 17 osób.